# Sarnówek (gromada)
Sarnówek – dawna gromada, czyli najmniejsza jednostka podziału terytorialnego Polskiej Rzeczypospolitej Ludowej w latach 1954–1972.
Gromady, z gromadzkimi radami narodowymi (GRN) jako organami władzy najniższego stopnia na wsi, funkcjonowały od reformy reorganizującej administrację wiejską przeprowadzonej jesienią 1954 do momentu ich zniesienia z dniem 1 stycznia 1973, tym samym wypierając organizację gminną w latach 1954–1972.
Gromadę Sarnówek z siedzibą GRN w Sarnówku (obecna nazwa to Sarnówek Duży) utworzono – jako jedną z 8759 gromad na obszarze Polski – w powiecie opatowskim w woj. kieleckim, na mocy uchwały nr 13f/54 WRN w Kielcach z dnia 29 września 1954. W skład jednostki weszły obszary dotychczasowych gromad Dębowa Wola, Dębowa Wola las i Sarnówek ze zniesionej gminy Ruda Kościelna w powiecie opatowskim oraz Sarnówek Mały, Adamów i Aleksandrów ze zniesionej gminy Sienno w powiecie iłżeckim. Dla gromady ustalono 16 członków gromadzkiej rady narodowej. Była to najdalej na północ wysunięta gromada powiatu opatowskiego.
31 grudnia 1961 gromadę zniesiono, a jej obszar włączono do nowo utworzonej gromady Dębowa Wola.